# Absperrung (Straßenverkehr)

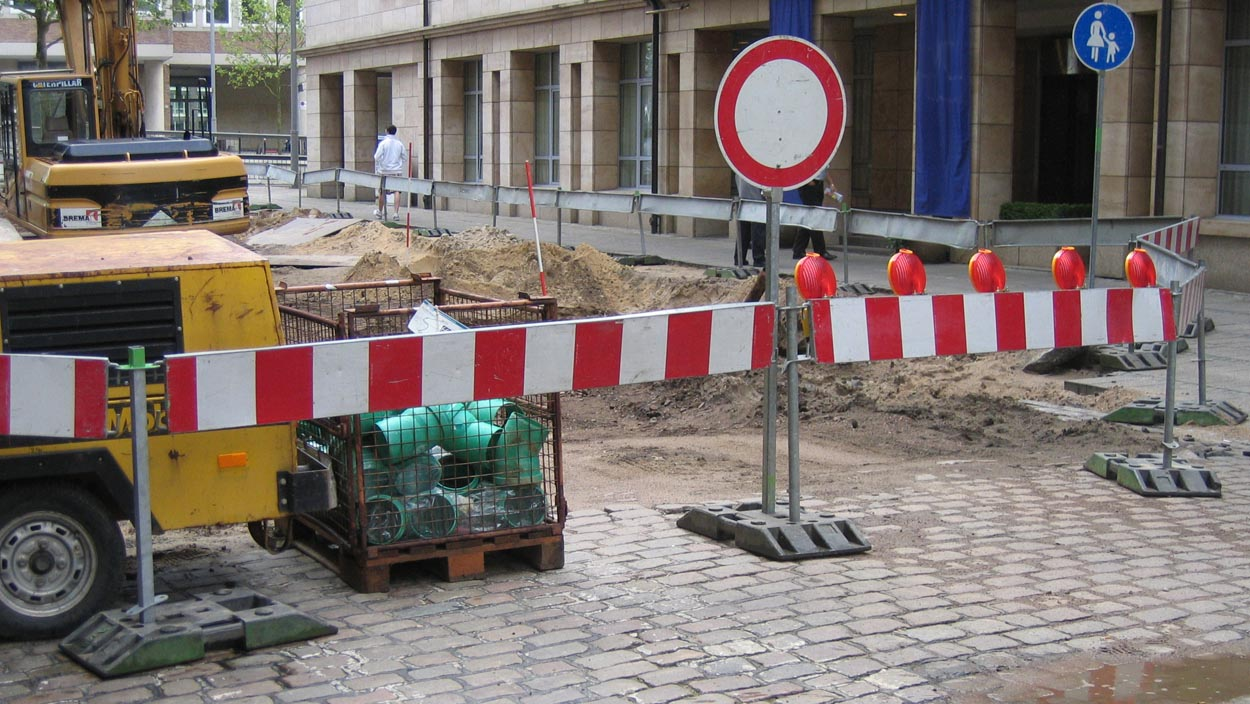
Absperrschranke aus Metall mit Warnleuchten

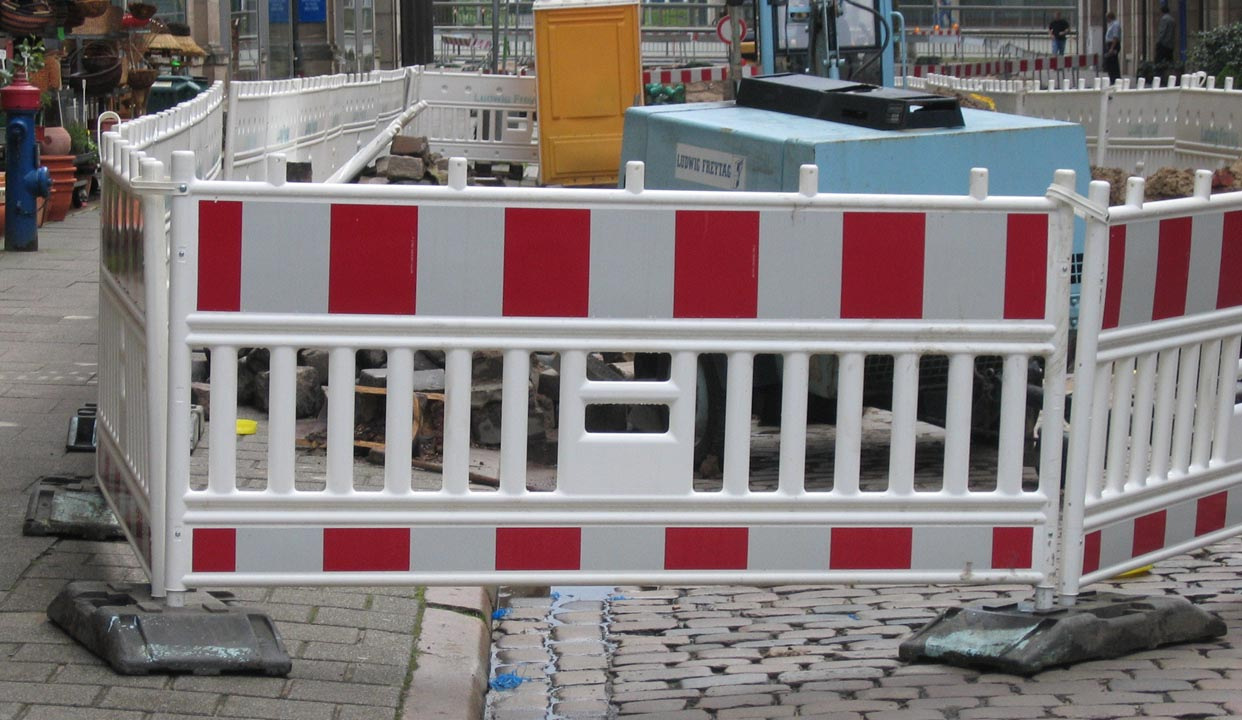
Absperrzaun aus Kunststoff

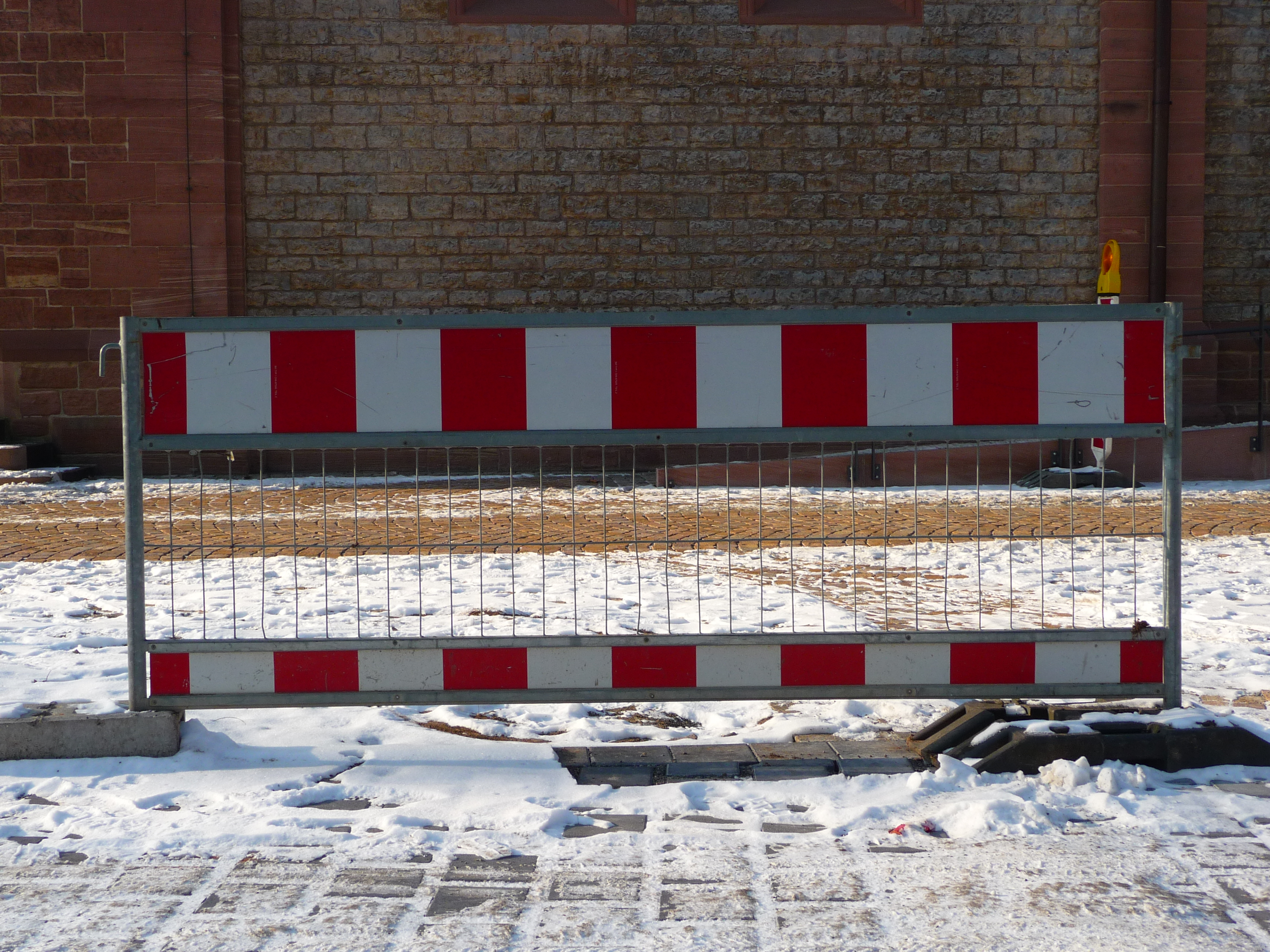
Schrankenzaun aus Metall (einzelnes Element)

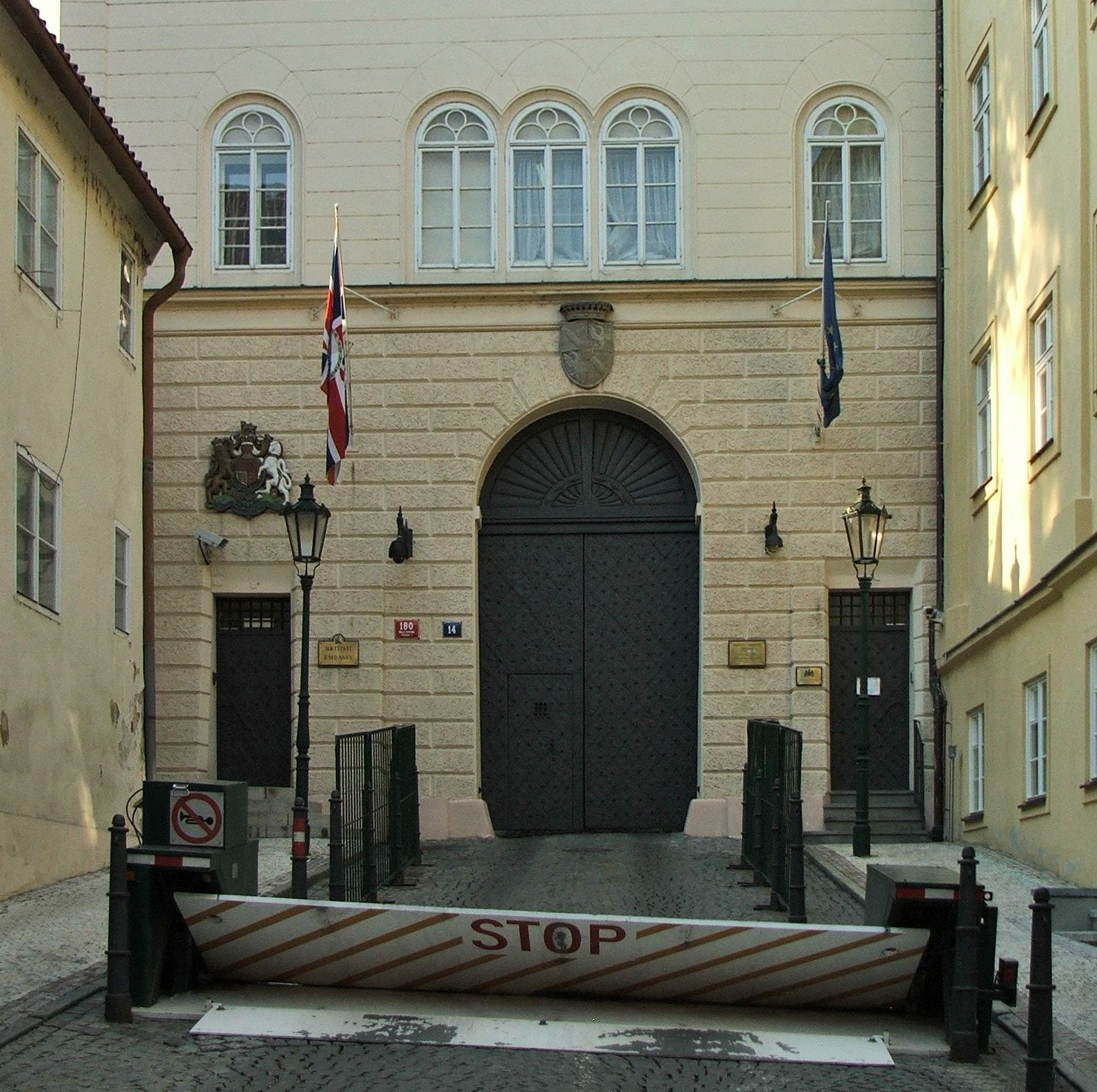
Hubkörpersperre (Britische Botschaft in Prag)

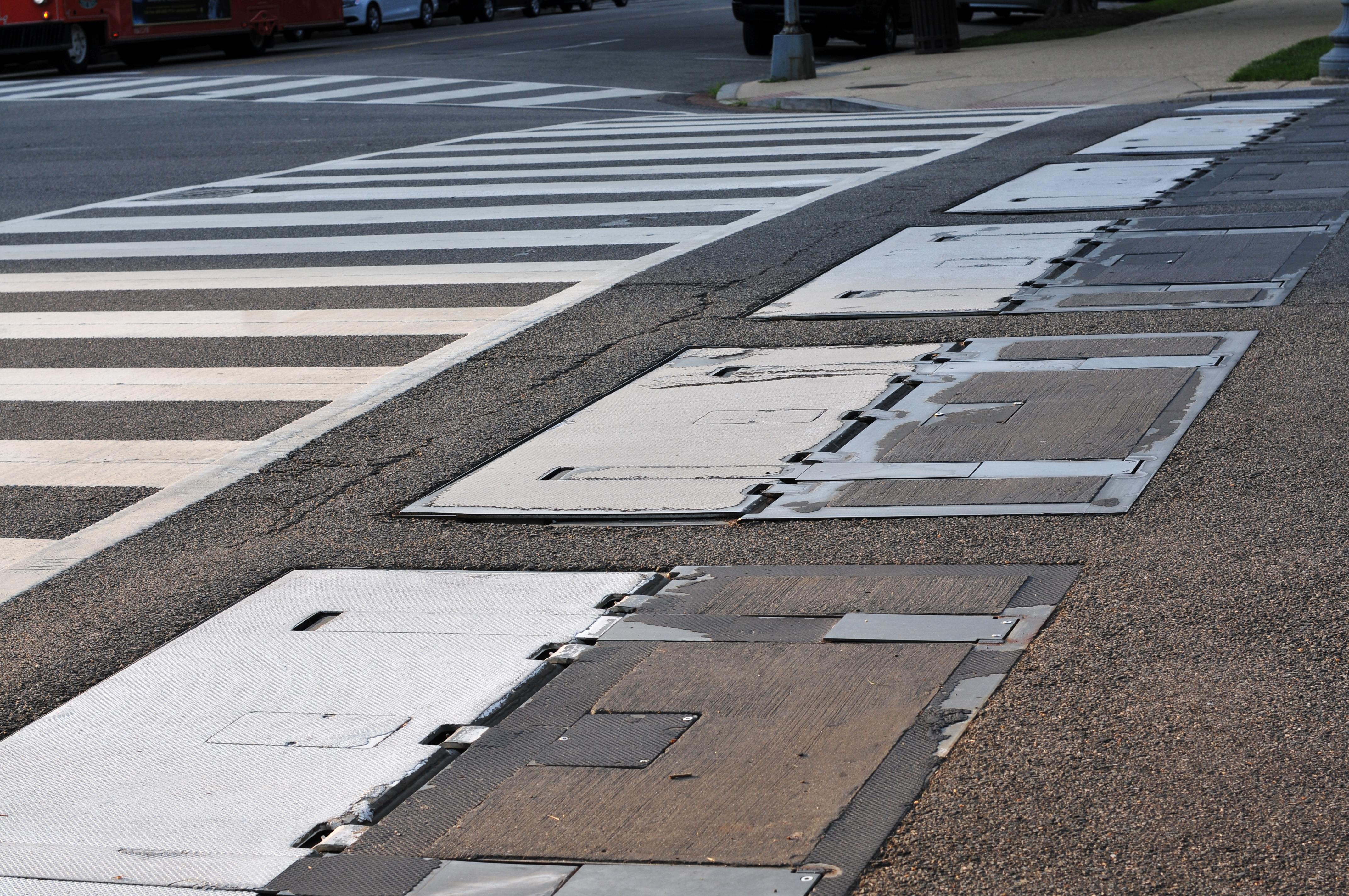
Fest in der Fahrbahn installierte Straßensperre vor dem Capitol in Washington D.C.

Mit einer Absperrung wird ein Bereich einer Verkehrsfläche abgegrenzt, in dem sich Verkehrsteilnehmer nicht oder nur beschränkt aufhalten dürfen. Dabei ist zwischen einer temporären und permanenten Absperrung zu unterscheiden. Grund für eine temporäre Absperrung können Gefahrenbereiche wie etwa Arbeitsstellen, Veranstaltungen, eine Wintersperre oder ein Unfallort sein. Die Absperrung wird üblicherweise verkehrsrechtlich angeordnet und von der zuständigen Behörde aufgestellt. Um die Verkehrsbehinderung so gering wie möglich zu halten, können Umleitungen eingerichtet werden.
Permanente Absperrungen werden dort angebracht, wo Verkehrsflächen dauerhaft nicht befahren werden dürfen oder die Verkehrsführung beeinflusst werden soll. Dies ist beispielsweise in verkehrsberuhigten Bereichen oder Fußgängerzonen der Fall. Die Absperreinrichtungen lassen sich jedoch rasch abbauen, falls beispielsweise die Zufahrt für Einsatz- oder Rettungskräfte ermöglicht werden soll.
In Deutschland gilt für Fußgänger, dass Absperrungen, wie Stangen- oder Kettengeländer, nicht überschritten werden dürfen. Absperrschranken ( Zeichen 600) verbieten das Betreten der abgesperrten Straßenfläche. (§ 25 Abs. 4 StVO)
Beschrankungen zählen ebenfalls zu den Absperrungen. Sie werden an Zollgrenzen, Staatsgrenzen, an Bahnübergängen, vor wintergesperrten Pässen, nicht öffentlichen Privatstraßen und anderen Verkehrswegen als feste Verkehrsleiteinrichtung angebracht. Ein Sonderfall der Absperrung ist das kurzfristige Errichten einer Straßensperre durch die Polizei oder andere Ordnungs- oder Einsatzkräfte, um dringend tatverdächtige Personen an der Weiterfahrt zu hindern. Beim Übergang von Öffentlichen Grund auf Privatgrund gibt es in Risikobereichen sogenannte Hubkörpersperren, die bei Bedarf im Boden versenkt werden.

## Absperreinrichtungen
Zur Absperrung sind je nach Erfordernis verschiedene Absperreinrichtungen (auch Absperrgeräte genannt) zu verwenden:
- Absperrzäune
- Absperrschranken
- Absperrketten
- Absperrtafeln
- Absperrbaken
- Diagonalsperre

Die Farbgebung ist auffällig gestaltet und soll den Verkehrsteilnehmer frühzeitig aufmerksam machen. Warnleuchten und Warnbaken verbessern die Sichtbarkeit zusätzlich.
Um die Absperreinrichtungen an einer Arbeitsstelle einsetzen zu können, sind diese mittels dafür vorgesehene Aufstellvorrichtungen aufzustellen. Zu diesen Aufstellvorrichtungen gehören Fußplatten, Einschlagpfosten und Erdanker. Die Beschilderung wird beispielsweise mit Hilfe von Rohrschellen befestigt. Absperreinrichtungen für Arbeitsstellen müssen den in den technischen Lieferbedingungen definierten Vorgaben entsprechen, damit diese an Arbeitsstellen verwendet werden dürfen.

## Situation in Deutschland

### Entwicklungsgeschichte
Bis zum Ende der 1990er Jahre waren in Deutschland überwiegend hölzerne oder metallene Absperrschranken im Einsatz. Beide Varianten waren leicht zu transportieren und boten ein ausreichendes Maß an Sicherheit. Allerdings bestand immer die Gefahr der nicht ordnungsgemäßen Aufstellung. So wurden beispielsweise Absperrschranken mit Richtungspfeilen aufgestellt, die gegen die vorgeschriebene Fahrtrichtung gerichtet waren, ebenso wie Warnbaken mit falscher Ausrichtung.
Seit dem Ende der 1990er Jahre wurden vermehrt Absperrzäune eingeführt. Sie verfügten über keine Richtungsbepfeilung mehr (so wie neuere Absperrschranken). Zudem boten sie auch größere Reflexionsflächen, dadurch wurde eine bessere Sichtbarkeit in der Dunkelheit erreicht. Durch die Erweiterung der Absperrschranken mit einem weiteren Metallstreifen kurz über dem Boden wurden die Absperrzäune nun auch blindengerecht. Bislang gerieten gelegentlich blinde Verkehrsteilnehmer mit ihren Blindenstöcken unter die Absperrungen und liefen anschließend gegen die Absperrung oder in den unzureichend abgesperrten Raum. Diese Art von behindertengerechten Absperrungen ist in vielen Ländern (beispielsweise in Großbritannien und den USA) schon seit längerem vorgeschrieben. Durch eine Drahtverbindung der zwei Metallstreifen erreichte man außerdem, dass es Kindern und Tieren erschwert wurde, die Absperrung zu durchschreiten.
2004 wurden die Absperrzäune erneut überarbeitet und bestehen nun aus Kunststoff-Hohlkörpern. Die Farbe des Kunststoffes ist in den technischen Lieferbedingungen festgeschrieben. Entgegen diesen Vorgaben wird die Farbe in der Praxis oft vom Absperr- bzw. Bauunternehmen frei gewählt. Ziel ist, durch eine individuelle Form die Unterscheidung von Absperranlagen anderer Unternehmen zu ermöglichen. Über die Zulässigkeit besteht derzeit in den Fachgremien Diskussionsbedarf.

### Unzulässige Absperreinrichtungen

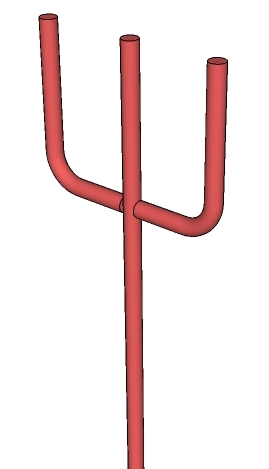
Neptunhaken als Absperreinrichtung

Gemäß den Richtlinien sind nur Absperreinrichtungen zu verwenden, die auch als solche freigegeben sind. Es dürfen daher keine veralteten, abgeänderten oder selbst hergestellten Systeme verwendet werden. Dies geschieht aus Gründen der Verkehrssicherheit und Einheitlichkeit. Als Beispiel soll an dieser Stelle der sogenannte Neptunhaken dienen, der als veraltet gilt und keine Freigabe mehr besitzt.